# نینا (ایرلند)
نینا (به انگلیسی: Nenagh) یک شهرک در ایرلند است که در شهرستان تیپراری واقع شده‌است. نینا ۷٬۹۹۵ نفر جمعیت دارد و ۷۲ متر بالاتر از سطح دریا واقع شده‌است.